# Isländische Fußballmeisterschaft 1935
Die isländische Fußballmeisterschaft 1935 war die 24. Spielzeit der höchsten isländischen Fußballliga.
Es nahmen vier Teams am Bewerb teil, in dem jede Mannschaft jeweils einmal auf jede andere traf. Valur Reykjavík konnte zum dritten Mal in der Vereinsgeschichte die Meisterschaft gewinnen.

## Abschlusstabelle
| Pl. | Verein             | Sp. | S | U | N | Tore    | Quote | Punkte |
| --- | ------------------ | --- | - | - | - | ------- | ----- | ------ |
| 1.  | Valur Reykjavík    | 3   | 2 | 1 | 0 | 006:200 | 3,00  | 05:10  |
| 2.  | KR Reykjavík (M)   | 3   | 2 | 0 | 1 | 010:200 | 5,00  | 04:20  |
| 3.  | Fram Reykjavík     | 3   | 1 | 1 | 1 | 006:300 | 2,00  | 03:30  |
| 4.  | Víkingur Reykjavík | 3   | 0 | 0 | 3 | 002:170 | 0,12  | 0:60   |

| (M) | amtierender isländischer Meister |

### Kreuztabelle
Die Kreuztabelle stellt die Ergebnisse aller Spiele dieser Saison dar. Die Heimmannschaft ist in der ersten Spalte aufgelistet, die Gastmannschaft in der obersten Reihe. Die Ergebnisse sind immer aus Sicht der Heimmannschaft angegeben.
| 1935               | Fram Reykjavík | KR Reykjavík |     | Víkingur Reykjavík |
| Fram Reykjavík     |                | 1:3          | 0:0 | 5:0                |
| KR Reykjavík       | –              |              | 0:1 | 7:0                |
| Valur Reykjavík    | –              | –            |     | 5:2                |
| Víkingur Reykjavík | –              | –            | –   |                    |